# Liste des souverains de Niue
Cet article présente la liste des souverains de Niue. L'île de Niue est aujourd'hui un État souverain en libre association avec la Nouvelle-Zélande, et reconnaît le roi de Nouvelle-Zélande comme monarque. Avant cela, l'île avait une monarchie locale, établie au début du XVIIIe siècle.
Avant cette époque, il ne semble pas y avoir eu de gouvernement central ou de dirigeant national à Niue. Les chefs de famille exerçaient leur autorité sur la population. Aux alentours de 1700, le concept de royaume semble avoir été introduit par des contacts avec les îles Samoa ou Tonga voisines. Ensuite, une succession de patu-iki (rois) gouvernent l'île, dont le premier est Puni-mata. La fonction de monarque n'est alors pas héréditaire : les patu-iki sont élus par la population niuéenne parmi les chefs des familles influentes. Telle que décrite par Stephenson Percy Smith en 1903, Niue apparaît avoir été une monarchie élective démocratique.

## Liste despatu-iki
| Nom                                                         | Portrait | Naissance | Décès        | Début                                      | Fin          | Observations |
| ----------------------------------------------------------- | -------- | --------- | ------------ | ------------------------------------------ | ------------ | --- |
| Puni-mata                                                   |          | ?         | ?            | v. 1700                                    | ?            | Le premier patu-iki. Sa mort, à un âge avancé, est suivie par un interrègne d'une durée significative mais indéterminée. |
| Patua-valu                                                  |          | ?         | ?            | ?                                          | ?            | Il est nommé par l'élu de la population, Tage-lagi, qui décline la position et choisit d'être garde du corps de Patua-valu. Patua-valu meurt à un âge avancé. |
| Galiga, également appelé Galiaga-a-Iki ou Galiaga of Palūki |          | ?         | ?            | ?                                          | ?            | Ce patu-iki est assassiné par une personne appelée Tikomata. À la suite de sa mort, Fakana-iki et Hetalaga envisagent de la remplacer mais échouent à s'assurer le soutien de la population. Au lieu de cela, Foki-mata devient le quatrième patu-iki. Il est le dernier roi élu en temps de paix.                                                              |
| Foki-mata                                                   |          | ?         | 1874?        | ?                                          | 1874?        | |
| Pakieto                                                     |          | ?         | 1875?        | 1874?                                      | 1875?        | Il est patu-iki durant seulement un an. Sa mort déclenche une guerre de succession. |
| Tui-toga, également appelé Ta-tagata                        |          | ?         | 13 juin 1887 | 2 mars 1885                                | 13 juin 1887 | Le premier roi chrétien de Niue. |
| Fata-a-iki                                                  |          | ?         | 1896         | 1887 (de facto) 21 novembre 1888 (de jure) | 1896         | Le second monarque chrétien de Niue. Un de ses premiers actes en tant que patu-iki, en 1877, est d'envoyer une lettre au monarque britannique, la reine Victoria, demandant que Niue devienne un protectorat de l'Empire britannique, afin de protéger l'île des autres puissances. Cette lettre (ainsi qu'une autre envoyée en 1895) ne reçoit pas de réponse. |
| Togia-Pulu-toaki                                            |          | ?         | ?            | 1896 (de facto) 30 juin 1898 (de jure)     | ?            | Il est le roi qui cède Niue à l'Empire britannique, le 21 avril 1900, et qui accueille un représentant local le 11 septembre 1901. |

## Protectorat et libre association
De 1900 à 1901, Niue est administrée par le Royaume-Uni. En 1901, l'île est annexée par la Nouvelle-Zélande, qui l'administre au nom de l'Empire britannique. Le 26 septembre 1907, la Nouvelle-Zélande obtient le statut de dominion, devenant le dominion de Nouvelle-Zélande, et depuis, le monarque britannique règne sur Niue en tant que monarque de Nouvelle-Zélande. Toutefois, Élisabeth II est le premier monarque à être explicitement titré reine de Nouvelle-Zélande, en 1952. Aujourd'hui, Niue est une partie du royaume de Nouvelle-Zélande, le successeur politique du dominion.

### Liste des monarques britanniques de Niue
| Nom         | Portrait | Naissance       | Décès           | Début                    | Fin               |
| ----------- | -------- | --------------- | --------------- | ------------------------ | ----------------- |
| Victoria    |          | 24 mai 1819     | 22 janvier 1901 | 21 avril 1900 (de facto) | 22 janvier 1901   |
| Édouard VII |          | 9 novembre 1841 | 6 mai 1910      | 22 janvier 1901          | 26 septembre 1907 |

### Liste des monarques néo-zélandais de Niue
| Nom          | Portrait | Naissance        | Décès            | Début             | Fin              |
| ------------ | -------- | ---------------- | ---------------- | ----------------- | ---------------- |
| Édouard VII  |          | 9 novembre 1841  | 6 mai 1910       | 26 septembre 1907 | 6 mai 1910       |
| George V     |          | 3 juin 1865      | 20 janvier 1936  | 6 mai 1910        | 20 janvier 1936  |
| Édouard VIII |          | 23 juin 1894     | 28 mai 1972      | 20 janvier 1936   | 11 décembre 1936 |
| George VI    |          | 14 décembre 1895 | 6 février 1952   | 11 décembre 1936  | 6 février 1952   |
| Élisabeth II |          | 21 avril 1926    | 8 septembre 2022 | 6 février 1952    | 8 septembre 2022 |
| Charles III  |          | 14 novembre 1948 | –                | 8 septembre 2022  | –                |